# Otus spilocephalus
Mocho-d'orelhas-montês ou mocho-de-orelhas-montesino (Otus spilocephalus) é uma espécie de ave da família Strigidae. Pode ser encontrada no Paquistão, Índia, Nepal, Butão, Bangladesh, Mianmar, Malásia, Indonésia, Tailândia, Camboja, Laos, Vietnã, China e Taiwan.